# Els Tres Molins de Pratdip
Els Tres Molins de Pratdip és un monument protegit com a bé cultural d'interès local del municipi de Pratdip (Baix Camp).
Es tracta d'un conjunt de molins format pel "Molí de Més Amunt", el "Molí del Mig" i el "Molí de Més Avall". El millor conservat de tots tres és el de Més Amunt.

## Descripció
El Molí de Més Amunt és el millor conservat dels tres. Situat a uns 200m del centre del poble, queden restes de la bassa, d'una torre quadrada protectora, de paredat i carreu, i d'un edifici quadrangular, amb porta d'arc de mig punt adovellada, sense decoració. El camí passa davant de la porta, tallant una mena de pati, que té aspecte d'afegit antic.
El Molí del Mig quasi no és visible, perquè sols resta part del mur de conteniment de la bassa i ha quedat comprès per una granja.
El Molí de Més Avall està envaït per la malesa, però queden bastants elements. No té torre. Aquest molí és vora el penya-segat que configura el riu.

## Història
El Molí de Més Avall era possessió de l'antiga Comuna de Pratdip.